# Behörighet
Behörighet är en allmän beteckning för en persons lagliga rätt att vidta åtgärder. Begreppet används med något olika innebörd inom flera olika områden.
Inom avtalsrätten är behörigheten någons rätt att med hjälp av en fullmakt företräda den som gett fullmakten gentemot tredje man. Det är ett vidare begrepp än befogenhet.
I den svenska Aktiebolagslagen används däremot behörighet som en beteckning på de rättigheter att vidta åtgärder med stöd av den lagen.
För att antas till en utbildning kan det krävas behörighet genom att den sökande kan visa till exempel att den genomgått vissa utbildningar. Behörighet, till exempel en nautisk behörighet, kan också vara en beteckning motsvarande certifiering eller licensiering som innebär att en person har rätt att utöva ett visst yrke eller vissa bestämda arbetsuppgifter inom yrket.